# Fantasy Flight Games
Fantasy Flight Games (FFG) — это игровая компания, специализирующаяся на выпуске ролевых, настольных и карточных игр. Базируется в городе Розвилл, Миннесота, США.

## История
Fantasy Flight Publishing была основана в 1995 Кристианом Петерсеном. После выпуска своей первой игры в 1997 году, Twilight Imperium, компания стала называться Fantasy Flight Games (FFG). С тех пор FFG является одним из самым узнаваемых имен в индустрии настольных игр, являясь лидером по продажам настольных игр.
В 2008 году FFG скооперировалась с Games Workshop чтобы перенести вселенную Warhammer и Warhammer 40k в ролевые, настольные и карточные игры.
В 2011 году FFG получила лицензию на выпуск настольных игр по вселенной Звездных Войн. Также они создавали игры по таким вселенным, как Игра Престолов, Властелин Колец, Doom, Starcraft и World of Warcraft. Также компания известна перепечаткой старых хитов: Android: Netrunner, Ужасы Аркхэма, Cosmic Encounter, Talisman.
С 2010 по 2013 год FFG были партнерами с Dust Studio. Они издавали варгейм Пауло Паренто Dust Tactics.
17 ноября 2014 года стало известно, что FFG договорилась о слиянии с Asmodee Group.

## Игры

### Living Card Games (LCG)
Fantasy Flight Games называет LCG разновидностью коллекционных карточных игр. В LCG присутствуют элементы создания колоды, также постоянно выходят новые дополнения, но карты покупаются не «в слепую», как в ККИ. Если в ККИ есть бустеры, то в LCG присутствуют стартовые наборы и наборы расширений с одинаковым комплектом карт для всех. Стартовые наборы созданы так, чтобы используя только комплект карт из них можно было бы играть. Дополнения же выходят раз в месяц и содержат около 60 карт, причем каждая карта имеет столько копий, сколько максимально доступно повторяющихся в одной колоде(например, 3 в Android: Netrunner). Большие дополнения, также именуемые «делюкс», выходят реже и стоят дороже, но содержат больше контента, добавляют новые игровые механики.
Многие компании используют такой-же принцип распространения игр, однако LCG является зарегистрированной торговой маркой Fantasy Flight Games, так что им приходится называть их как-то по другому.
В данный момент Fantasy Flight Games издает данные LCG:
- The Lord of the Rings: The Card Game (2011)
- A Game of Thrones: The Card Game Second Edition (2015)
- Ужасы Аркхэма: Карточная игра (2016)
- Legend of the Fives Rings: The Card Game (2017)
- Marvel Champions: The Card Game (2019)

Также ранее издавались следующие игры:
- Call of Ctulhu: The Card Game (2008—2015)
- A Game of Thrones: The Card Game (2008—2015)
- Warhammer: Invasion (2009—2013)
- Warhammer 40,000: Conquest (2014-2017)
- Android: Netrunner (2012—2018)
- Star Wars: The Card Game (2012—2018)

### KeyForge
Fantasy Flight Games выпустили KeyForge в 2018. Созданная Ричардом Гарфилдом, дизайнером Magic: The Gathering, она отличается от других ККИ своей системой генерируемых колод. Fantasy Flight Games описывают её жанр, как «уникальная карточная игра», или же УКИ.